# McLaren Solus GT
El McLaren Solus GT es un automóvil superdeportivo de producción limitada de uso solamente para pista, producido por el fabricante inglés McLaren Automotive a partir de 2023.
Es la sexta incorporación de la serie "Ultimate", uniéndose al F1, P1, Senna, Speedtail y Elva. Se basa en el concepto Vision Gran Turismo que fue diseñado y presentado en 2017, el cual apareció en el videojuego de carreras Gran Turismo de Sony Interactive Entertainment.

## Diseño
Está diseñado para ser una "expresión extrema del compromiso de manejo en la pista", que está limitado a solamente 25 unidades, las cuales ya habían sido todas vendidas desde antes de su presentación durante el evento de la semana del automóvil de Monterey, California. Se tenía previsto que las entregas a los propietarios comiencen hasta el segundo semestre de 2023, quienes también han participado desde el primer momento en el proceso de desarrollo del coche, con presentaciones personalizadas e individuales. También se ha se contemplado el acceso de los propietarios a sesiones específicas de conducción de los diferentes prototipos del mismo, a fin de ir formándose en las técnicas necesarias para su conducción y adquirir la experiencia necesaria. La mayoría de ellos proceden del programa McLaren Special Operations (MSO), a través del acceden tanto a las competiciones organizadas por McLaren como a otras en las que sus modelos participan. Un toldo deslizante en el techo se abre para permitir que el piloto se suba al único asiento que tiene el coche, de forma similar al Lamborghini Egoista, el cual está moldeado y personalizado a la medida. Todas las unidades incluyen traje de carreras homologado por la FIA, casco y un HANS para la cabeza y el cuello hecho específicamente a la medida.

"El McLaren Solus GT es la realización de un concepto de vehículo creado originalmente para el mundo de las carreras virtuales. Fue diseñado sin restricciones, pero con todo el espectro de la experiencia de McLaren para llevarlo a la realidad, el cual personifica nuestro espíritu pionero…"
dijo: Michael Leiters, director ejecutivo de McLaren Automotive.

Siguiendo la dinámica de fluidos computacional (CFD), las exhaustivas pruebas en el túnel de viento y tomando inspiración de la Fórmula 1, su diseño exterior proporciona una carga aerodinámica de más de 1200 kg (2646 libras), dirigiendo eficientemente el flujo de aire hacia arriba, debajo y a través del coche. Al tener un solo asiento de posición fija con pedalera ajustable, cuya posición varía a través de un sistema remoto que el piloto opera remotamente y una cabina cerrada, es lo más cercano que se puede estar de un F1.
Una de las características de diseño externo más notables y distintivas son las aletas deslizantes estilo avión, las cuales rodean las ruedas. El aire pasa primero a través de su gran divisor frontal (splitter), luego se alimenta a través de túneles especialmente diseñados y sale a través del deflector difusor trasero completo. El aire frío también ingresa al motor con la ayuda de una entrada inspirada en el automovilismo, integrada en la cubierta de la jaula de seguridad antivuelco. Un elemento clave que lo mantiene pegado al suelo, especialmente a altas velocidades, es el alerón trasero fijo. Así, tendrá eficiencia tanto en línea recta como en las curvas, ya que también se optimizó la relación carga aerodinámica-resistencia al avance. En los laterales de la carrocería a ambos lados del coche, están los pontones que albergan y protegen los radiadores, siguiendo un diseño inspirado y avalado por la experiencia adquirida en la Fórmula 1.
Para abrir la cúpula e ingresar a la cabina, hay que desplazarla hacia delante. El interior está completamente enfocado en las carreras, con un volante de un diseño F1, con una pantalla integrada al panel de instrumentos y controles esenciales a los que se puede acceder con ambas manos en el volante, ya que el espacio es bastante reducido. Tiene una línea de visión de 180 grados, con la pantalla conectada a una cámara de visión trasera completa en lugar del espejo retrovisor, la cual proporciona un gran angular ubicada en el aro de seguridad antivuelco.

## Especificaciones

### Planta motriz
Su motor V10 de 5,2 litros (317,3 pulgadas cúbicas) es un bloque derivado del Judd GV5 que, según el fabricante, produce más de 840 CV (829 HP; 618 kW) y un par máximo de 650 N·m (479 lb·pie), con una línea roja de 10 000 rpm. Este tiene cuerpos de mariposa accionados por cilindros individuales, con árbol de levas accionado por engranajes, incluyendo el completo mecanizado de su funcionamiento y sus sistemas auxiliares, sin necesidad de utilizar cadenas ni correas que puedan romperse o deteriorarse con el uso.
La potencia se envía a las ruedas traseras a través de una transmisión manual secuencial de siete velocidades, la cual está hecha de aluminio y magnesio con engranajes de dientes de corte recto, además de un embrague de fibra de carbono, la cual fue originalmente diseñada para utilizarse en prototipos de Le Mans, cuyo acoplamiento se produce mediante el uso de un embrague multidisco, hecho también en carbono. El fabricante afirma que sería capaz de acelerar de 0 a 100 km/h (62 mph) en 2.5 segundos, con una velocidad máxima superior a 200 mph (322 km/h).

### Chasis
El chasis es un monocasco de fibra de carbono hecho a la medida que incorpora numerosos diseños de Fórmula 1 y reducción de peso, con componentes de titanio impresos en 3D utilizados en el halo que protege la cabina, así como jaula de seguridad y estructuras de choque también de fibra de carbono, similares a los que se encuentran en los coches de Fórmula 1. El motor es autoportante, es decir, que está integrado en la estructura del chasis soportando el peso de todo el conjunto.
En cuanto a su mecánica, cuenta con suspensión de doble horquilla, barra de torsión de varilla de empuje en la parte delantera y barras de torsión de varilla de tracción en la parte trasera, así como amortiguadores ajustables manualmente en cuatro direcciones. Las ruedas están completamente carenadas. El piloto no necesita operar el embrague, ya que está completamente automatizado y controlado por software. También puede determinar y variar a su gusto la potencia de frenado que se aplica de forma independiente para cada eje del coche, mediante los mandos en el volante.